# Kristien Kemmer
Kristien Kemmer Shaw Ziska, detta Kris (25 luglio 1952), è un'ex tennista statunitense.
È conosciuta anche come Kristien Shaw e Kristien Ziska.

## Carriera
In carriera ha raggiunto una finale nel singolare all'Edinburgh Cup nel 1977, e due di doppio al WTA German Open nel 1973, in coppia con la sudafricana Laura Rossouw, e al Virginia Slims of Washington nel 1977, in coppia con la connazionale Valerie Ziegenfuss. Nei tornei del Grande Slam ha ottenuto il suo miglior risultato raggiungendo le semifinali di doppio misto all'Open di Francia nel 1973, in coppia con Frank Froehling, e agli US Open nel 1977, in coppia con Butch Walts.

## Statistiche

### Singolare

#### Finali perse (1)
| Numero | Anno           | Torneo                   | Superficie | Avversaria in finale | Punteggio     |
| 1.     | 17 giugno 1977 | Edinburgh Cup, Edimburgo |            | Martina Navrátilová  | 6-2, 8-9, 5-7 |

### Doppio

#### Finali perse (2)
| Numero | Anno           | Torneo                                   | Superficie | Compagna           | Avversarie in finale            | Punteggio |
| 1.     | 17 giugno 1973 | WTA German Open, Amburgo                 |            | Laura Rossouw      | Helga Masthoff Heide Orth       | 1-6, 2-6  |
| 2.     | 9 gennaio 1977 | Virginia Slims of Washington, Washington | Sintetico  | Valerie Ziegenfuss | Martina Navrátilová Betty Stöve | 5-7, 2-6  |